# Jadwiga Jankowska-Cieślaková
Jadwiga Jankowska-Cieślaková (15. února 1951 Gdaňsk – 15. dubna 2025) byla polská divadelní, filmová a televizní herečka. Od počátku 70. let 20. století se objevila ve více než 40 filmových a televizních rolích, převážně dramatech. Na Mezinárodním filmovém festivalu v Cannes obdržela cenu za nejlepší ženský herecký výkon v maďarském filmu Károlyho Makka a Jánose Xantuse Egymásra nézve (Jiný pohled, 1982).

## Život a kariéra
Po dokončení školního vzdělání absolvovala hodiny herectví u Jadwigy Marso. V letech 1972 až 1973 studovala na Státní divadelní akademii ve Varšavě a na jevišti debutovala v roce 1973. Od roku 1972 byla členkou souboru Činoherního divadla ve Varšavě a začala se souběžně s její divadelní kariérou objevovat ve filmových produkcích. V roce 1972 debutovala ve filmu Trzeba zabić tę miłość (Tato láska musí být zabita) Janusze Morgensterna, kterému varšavské úřady na šest let zakázaly vstup na Západ. V ironickém a společensky kritickém příběhu je viděna jako mladá a beznadějná zdravotní sestra, které se nedaří ani v kariéře, ani v lásce. Následovaly další filmové a televizní role, včetně Noční směny (1975) Krzysztofa Zanussiho a Edwarda Żebrowskiho. V roce 1977 se objevila v melodramatu Andrzeje Kostenka Sam na sam (Sama se sebou). Role studentky sociologie Anie, která se ztrácí ve světě módy, vynesla Jankowske-Cieślakové v témže roce cenu pro nejlepší herečku na polském filmovém festivalu v Gdyni.
Jadwiga Jankowska-Cieślaková se do povědomí celosvětového publika dostala díky spolupráci s Károly Makkem a Jánosem Xantusem. V roce 1982 jí oba maďarští filmoví režiséři svěřili hlavní roli angažované novinářky Evy v dramatu Egymásra nézve (Jiný pohled), který se odehrává v období po maďarském povstání. Novinářka Eva se snaží odhalit politické zneužívání a zamiluje se do své vdané kolegyně Livie (v podání Polky Grażyny Szapołowské). Začínající milostný vztah však zničí Liviin žárlivý manžel, který svou ženu zastřelí, zatímco Eva je zabita při pokusu opustit Maďarsko přes jugoslávskou hranici. Film, který je založen na skutečném příběhu, jí získal přízeň mezinárodních kritiků.
Kromě filmové kariéry se Jankowska-Cieślaková pravidelně objevovala na polských divadelních scénách. V letech 1972–1983, v letech 1987–1988 a 1994–2008 byla členkou souboru Činoherního divadla ve Varšavě. Od roku 2009 je členkou souboru Teatr Ateneum ve Varšavě. Další angažmá ji zavedlo do Nowého divadla v Lodži (1988–1990) a do Velkého divadla ve Varšavě (1990–1994). Na konci 90. let přineslo polské kinematografii obnovený úspěch filmové drama Mirosława Dembińského Wezwanie (Volání), po němž následovaly další úspěchy, jako Szczęśliwy człowiek (Šťastný muž, 2001) Małgorzaty Szumowské a Co słonko widziało (Co vidělo slunce, 2001) Michała Rosy. V roce 2008 Jankowska-Cieślaková znovu spolupracovala s Rosou na filmu Rysa (Prasklina), ve kterém účinkuje po boku Krzysztofa Stroińského. Psychodrama, které je založeno na skutečných událostech, se zaměřuje na krakovskou univerzitní učitelku, která si musí uvědomit, že polská státní bezpečnost vytvořila její šťastné manželství před více než 40 lety. Za roli Joanny Kocjanové byla v roce 2009 poprvé oceněna polskou filmovou cenou.